# Josune Bereziartu
Josune Bereziartu Urruzola (19 de gener de 1972, Lazkao, Guipúscoa) és una escaladora basca. És coneguda per ser la primera dona a escalar les rutes 8c (5.14b), 8c+ (5.14c), 9a (5.14d) i 9a/9a+.

## Biografia
Josune Bereziartu va néixer el 19 de gener de 1972 a Lazkao, un poble de la província de Guipúscoa, al País Basc. Josune es va animar a escalar per primera després de veure un episodi del programa de televisió Al filo de lo imposible que documentava a Miriam García Pascual i Mónica Serentill escalant al Verdon. La parella de la seva germana li va presentar alguns escaladors perquè aprengués correctament a escalar, i així va començar a escalar als 17 anys.

### Carrera
Bereziartu ha superat consistentment els límits del que les dones havien aconseguit en l'escalada esportiva. Quan va començar la seva carrera, estava obsessionada amb ser la primera dona a completar una ruta, sense importar si els homes l'havien escalat abans. Quan va escalar la via Bain de Sang, es va convertir en la primera dona a escalar un 9a. També ha escalat molts altres 5.14s.
És la primera dona que va escalar el grau 9a/5.14d de Bain de Sang, en 2002, i Logical Progression. Bain de Sang en Saint Loup, Suïssa, va ser escalada per primera vegada per Fred Nicole i va ser la tercera ruta 9a del món. Logical Progression és una ruta esportiva de Dai Koyamada.
Al maig de 2005 va fer el segon ascens de Bimbaluna, amb una qualificació de 9a/9a + (5.14d / 5.15a). Bimbaluna va ser originalment escalat per François Nicole (el germà de Fred) al maig de 2004. La ruta està a la dreta de Bain de Sang.

## Rànquings

### Copa del Món d'Escalada
| Disciplina | 1993 | 1994 | 1995 | 1996 | 1997 | 1998 | 1999 | 2000 |
| ---------- | ---- | ---- | ---- | ---- | ---- | ---- | ---- | ---- |
| Guiada     | 55   |      | 25   | 26   | 18   | 8    | 7    | 35   |
| Bulder     |      |      |      |      |      |      | 14   |      |

### Campionats del Món d'Escalada
|        | 1995 | 1997 | 1999 |
| ------ | ---- | ---- | ---- |
| Guiada | 24   | 15   | 8    |

## Premis i fites assolides
Ha estat sis vegades campiona d'Espanya, fins que el 1996, va deixar de presentar-se per falta de motivació.
- 1997: Rècord nacional femení en encadenar Fetuccini, en El Convento, Àlaba, de dificultat 8b+.
- 1998: Rècord mundial femení amb Honky Tonky, Oñate, Espanya, de dificultat 8c.[4]
- 1998: Medalla de Bronze de la Reial orde del Mèrit Esportiu, atorgada pel Consell Superior d'Esports
- 2000: Rècord mundial femení amb Honky Mix, de dificultat 8c+.
- 2000: Medalla de Plata de la Reial orde del Mèrit Esportiu, atorgada pel Consell Superior d'Esports
- 2002: Rècord mundial femení amb Bain de Sang, de dificultat 9a.[5]
- 2005: Rècord mundial femení en encadenar Bimbaluna, de dificultat 9a/a+.[6][7]
- 2006: Primera mundial femenina en encadenar Hidrofobia a vista en Montsant, Tarragona, de dificultat 8b+.[8][9]
- 2006: Rock Legends Award[10][11]
- 2006: Premi de la Federació Espanyola de Muntanyisme Esportiu a la millor activitat d'escalada del 2006
- 2007: Ascensió al Mont Blanc[12]